# آناتولی تاوبمان
آناتولی تاوبمان (انگلیسی: Anatole Taubman؛ زادهٔ ۲۳ دسامبر ۱۹۷۰) بازیگر اهل سوئیس است. وی از سال ۱۹۹۸ میلادی تاکنون مشغول فعالیت بوده‌است.
از فیلم‌ها یا برنامه‌های تلویزیونی که وی در آن نقش داشته‌است، می‌توان به لوتر، کوکو شانل و ایگور استراوینسکی، دایره، هکس، لارگو وینچ ۲ و ترانسپورتر: سوخت‌گیری مجدد اشاره کرد.